# Szeszelgiszki
Szeszelgiszki (lit. Šešelgiškės; pol. hist. Szeszelniszki) – wieś na Litwie, w okręgu wileńskim, w rejonie wileńskim, w gminie Sużany.

## Historia
Pod zaborami zaścianek szlachecki; w II Rzeczypospolitej zaścianek i folwark. W XIX i w początkach XX w. położone były w Rosji, w guberni wileńskiej, w powiecie wileńskim. W 1890 miejscowość liczyła 9 mieszkańców, zamieszkałych w 1 budynku, wyłącznie katolików. Po I wojnie światowej pod administracją polską, w Zarządzie Cywilnym Ziem Wschodnich. W latach 1920–1922 w składzie Litwy Środkowej.
Od 11 kwietnia 1922 leżały w Polsce, w województwie wileńskim, w powiecie wileńsko-trockim, w gminie Niemenczyn. W 1931 miejscowość liczyła:
- folwark – 14 mieszkańców, zamieszkałych w 1 budynku,
- zaścianek – 6 mieszkańców, zamieszkałych w 1 budynku[2].

Po II wojnie światowej w granicach Związku Sowieckiego. Od 1991 na niepodległej Litwie.